# 機動戦艦ナデシコ
『機動戦艦ナデシコ』（きどうせんかんナデシコ）はSF・ラブコメロボットアニメ。1996年（平成8年）10月1日から1997年（平成9年）3月25日までテレビ東京系で全26話が放送された。略称は「ナデシコ」。
1998年8月1日・8月8日には続編に当たる劇場用アニメ『機動戦艦ナデシコ -The prince of darkness-』が公開された。また劇場版の公開に合わせ、1998年7月31日から8月2日の3夜に亘りテレビ東京系深夜枠で『夏休み特別企画 機動戦艦ナデシコ傑作選』として一部が放送された。
2006年3月24日にHDリマスターDVD-BOXが発売された。これはキングレコード販売作品において、『新世紀エヴァンゲリオン』に続く第二弾のリマスタープロジェクトとなった。さらに2010年2月24日にはブルーレイBOXが発売された。

## 作品解説
本作品は宇宙及び宇宙戦艦を主要な舞台としてリアルロボットが活躍するSFロボットアニメでありながら、ラブコメディー要素も取り入れた作品である。一見するとラブコメディー要素が強い作風だが、SF設定に関しては重厚な要素も含んでおり、伏線も何重にも張り巡らされているため読み解くのは難解なものとなっている。作品の起点としては、「ある意味ベタな、普通にマニアックな作品」（同作品のプロデューサーである大月俊倫が、本作品の監督である佐藤竜雄にアドバイスした）となっており、放送時期が近く度々比較対象に挙げられた『新世紀エヴァンゲリオン』とは全く異なっている方向性からスタートされている。漫画版でのタイトルは『遊撃宇宙戦艦ナデシコ』。
また、この作品は細部への偏執的とも言える拘りが特徴で、その最たるものは、劇中劇として度々登場する熱血巨大ロボットアニメ『ゲキ・ガンガー3』である。専門のチームまで編成され、1970年代のロボットアニメの味を忠実に再現し、本作のテーマ性を横から強く支えるものとなっている。
物語自体は、激化する戦争の結末や古代火星文明の謎などを描かないまま終了している。戦争の結末は、その後に公開された劇場版やゲームで補完されてゆく事になるが、謎は謎のままで残った部分も多い。これは、ストーリーエディター・會川昇が「考えられる要素を全て入れて」執筆した第25、26話脚本初稿の分量が通常の1.5倍から2倍にまで膨れ上がってしまい、「ユリカとアキトの決着だけはつける」という佐藤竜雄監督の方針により謎の説明の大半がカットされたためである。脚本家として参加した首藤剛志はWEBアニメスタイル内の自コラム「シナリオえーだば創作術」にて「僕がシリーズ構成なら、100話以上は続くナデシコという戦艦を主人公……つまり、舞台が主人公という意味の集団群衆ドラマにするしかない」「映画で続編が作られたにしても、26話で終わらせるにはもったいない企画だった」と放送当時を振り返っている。
日本神話の神々から引用した固有名詞が数多くある。漢字の多用など、SFとしては珍しい和風テイストの強い作品である。

## あらすじ
22世紀末。突如として木星方面より現れた謎の兵器群木星蜥蜴（もくせいとかげ）は、圧倒的な戦闘力で火星、月の裏側を次々に制圧。今や、地球各地にもチューリップと呼ばれる母艦を多数降下させるに至っていた。
2196年。そんな中に、木星蜥蜴の支配下に置かれた火星に残された人々を救うべく、民間企業ネルガル重工は「スキャパレリプロジェクト」を計画し、その要となる実験戦艦 ND-001 ナデシコの艤装を終了させていた。クルーには「能力が一流なら性格は問わない」と言う方針の下、一癖も二癖もある人物ばかりが揃えられた。
ナデシコ発進の日、火星生まれの青年テンカワ・アキトは、偶然再会した幼なじみミスマル・ユリカを追って出港直前のナデシコに乗り込む。アキトはコックとしてナデシコのクルーに採用されるが、IFS処理をしていたため、人型機動兵器「エステバリス」のパイロットとしても戦っていくことになる。

## 登場人物・声の出演
- テンカワ・アキト：上田祐司
- ミスマル・ユリカ：桑島法子
- アオイ・ジュン：伊藤健太郎
- メグミ・レイナード：高野直子
- ハルカ・ミナト：岡本麻弥
- ホシノ・ルリ：南央美
- ウリバタケ・セイヤ：飛田展男
- ダイゴウジ・ガイ：関智一
- ゴート・ホーリー：小杉十郎太
- プロスペクター：小野健一
- ムネタケ・サダアキ：真殿光昭
- ホウメイ：一城みゆ希
- フクベ・ジン：田中信夫
- イネス・フレサンジュ：松井菜桜子
- 白鳥ユキナ：大谷育江

## 製作
作品タイトルは、『宇宙戦艦ヤマト』と『機動戦士ガンダム』を合成した『機動戦艦ヤマトナデシコ』の連想から来ている。ただし、作品内容は大月の好きな『スタートレック ネクストジェネレーション』をモチーフにしている。
2005年8月9日には監督・佐藤竜雄の公式サイトで『機動戦艦ナデシコ』と『宇宙のステルヴィア』の続編制作中止と、その実現が「永遠に不可能になった」ことが発表された。ただしこの発表の翌日10日に周囲の指摘等で「永遠に」の部分は取り消されている。経緯については明言されていないが、両作とも作品そのものの問題ではないと述べられている。

### スタッフ
- 監督 - 佐藤竜雄
- 助監督 - 桜井弘明（13話 - ）
- ストーリーエディター - 會川昇
- キャラクター原案 - 麻宮騎亜 STUDIO TRON（角川書店『月刊少年エース』連載）
- キャラクターデザイン - 後藤圭二
- メインメカニックデザイン - 明貴美加
- メカニックデザイン - 企画デザイン工房戦船、高倉武史、沙倉拓実、中原れい、森木靖泰
- SF設定 - 堺三保（一般に「SF考証」という語がしばしば使われるが、科学考証とは違いあくまでフィクションとして「もっともらしい嘘」を設定するというのがSFの仕事であることと、「科学考証」という語との類似性を避けるため、堺はこだわりをもって「SF設定」の語を一貫して使っている[5]）
- ベースプランニング - 山口宏、會川昇、佐藤竜雄、大月俊倫
- 美術監督 - 小山俊久
- 色彩設定 - 上谷秀夫
- 撮影監督 - 杉山幸男、松沢宏明
- 編集 - 正木直幸
- 音楽 - 服部隆之
- 音響監督 - 田中英行
- プロデューサー - 小林教子→中澤直也、池田慎一、佐藤徹
- 製作 - テレビ東京、読売広告社、XEBEC

## 主題歌
オープニング「YOU GET TO BURNING」
作詞 - 有森聡美 / 作曲・編曲 - 大森俊之 / 歌 - 松澤由実
エンディング「私らしく」
作詞 - 松浦有希 / 作曲・編曲 - 松浦有希、吉田潔 / 歌 - 桑島法子
最終回エンディング「いつか…信じて」
作詞 - SHO AIKAWA / 作曲・編曲 - 中田雅敏 / 歌 - 松村香澄
テレビ版オープニング・劇場版主題歌は2005年にangelaがカバーしている。

## 評価
関連CDが累計62万枚、ビデオ関連が累計59万本販売（DVD-BOX、BD-BOXは除く）。
2006年には文化庁メディア芸術祭10周年を記念して行われた「日本のメディア芸術100選」のアニメ部門で46位に選出された。

## 各話リスト
| 話数 | サブタイトル                     | 脚本                | 絵コンテ          | 演出           | 作画監督                   | 放送日         |
| ---- | -------------------------------- | ------------------- | ----------------- | -------------- | -------------------------- | -------------- |
| 1    | 『男らしく』でいこう!            | 會川昇              | 佐藤竜雄          | はばらのぶよし | 後藤圭二                   | 1996年 10月1日 |
| 2    | 『緑の地球』は任せとけ           | 會川昇              | 佐藤竜雄          | 日下直義       | 江上夏樹                   | 10月8日        |
| 3    | 早すぎる『さよなら』!            | 會川昇              | 大畑清隆          | 大畑清隆       | 山岡信一 前田明寿          | 10月15日       |
| 4    | 水色宇宙に『ときめき』           | 荒川稔久            | 川崎逸朗          | 織田美浩       | 浜崎賢一 前田明寿 山岡信一 | 10月22日       |
| 5    | ルリちゃん『航海日誌』           | 首藤剛志            | 佐藤竜雄          | 杉島邦久       | 平岡正幸                   | 10月29日       |
| 6    | 『運命の選択』みたいな           | 會川昇              | 加戸誉夫          | はばらのぶよし | 門之園恵美 後藤圭二        | 11月5日        |
| 7    | いつかお前が『歌う詩』           | 會川昇              | 土蛇我現          | 日下直義       | 江上夏樹                   | 11月12日       |
| 8    | 温めの『冷たい方程式』           | 會川昇              | 佐藤竜雄          | 中津環         | 石井明治                   | 11月19日       |
| 9    | 奇跡の作戦『キスか?』            | 荒川稔久            | 川崎逸朗          | 星合貴彦       | 山岡信一 前田明寿          | 11月26日       |
| 10   | 『女らしく』がアブナイ           | あかほりさとる      | 土蛇我現 広田正志 | 日下直義       | 池上太郎                   | 12月3日        |
| 11   | 気がつけば『お約束』?            | 川崎ヒロユキ        | 中原れい 大畑清隆 | 織田美浩       | 浜崎賢一                   | 12月10日       |
| 12   | あの『忘れえぬ日々』             | 首藤剛志            | 広田正志          | 日下直義       | 江上夏樹                   | 12月17日       |
| 13   | 『真実』は一つじゃない           | 會川昇              | 剣地尚            | 水島精二       | 後藤圭二 山岡信一 前田明寿 | 12月24日       |
| 14   | 『熱血アニメ』でいこう（総集編） | 會川昇              | はばらのぶよし    | はばらのぶよし | 近衛真守                   | 12月31日       |
| 15   | 遠い星からきた『彼氏』           | 會川昇              | 土蛇我現 前田光悦 | 日下直義       | 池上太郎                   | 1997年 1月7日  |
| 16   | 『僕達の戦争』が始まる           | 會川昇              | 佐藤竜雄          | 南康宏         | 江原仁                     | 1月14日        |
| 17   | それは『遅すぎた再会』           | 川崎ヒロユキ        | 藤本義孝          | 織田美浩       | 浜崎賢一                   | 1月21日        |
| 18   | 水の音は『私』の音               | 首藤剛志            | 広田正志          | 日下直義       | 江上夏樹                   | 1月28日        |
| 19   | 明日の『艦長』は君だ!            | 荒川稔久            | 桜井弘明          | 桜井弘明       | 後藤圭二 石井明治          | 2月4日         |
| 20   | 深く静かに『戦闘』せよ           | 堺三保              | 土蛇我現          | 勝亦祥視       | 池上太郎                   | 2月11日        |
| 21   | いつか走った『草原』             | 會川昇              | 中津環            | 星合貴彦       | 前田明寿 山岡信一          | 2月18日        |
| 22   | 『来訪者』を守り抜け?            | 荒川稔久 會川昇     | 広田正志          | 前田光悦       | 江上夏樹                   | 2月25日        |
| 23   | 『故郷』と呼べる場所             | 佐藤竜雄            | 桜井弘明          | はばらのぶよし | 浜崎賢一                   | 3月4日         |
| 24   | どこにでもある『正義』           | 川崎ヒロユキ 會川昇 | 広田正志          | 日下直義       | 池上太郎                   | 3月11日        |
| 25   | 『私らしく』自分らしく           | 會川昇              | 佐藤竜雄          | 桜井弘明       | 前田明寿 山岡信一          | 3月18日        |
| 26   | 『いつか逢う貴女のために』       | 會川昇              | 佐藤竜雄          | 佐藤竜雄       | 後藤圭二                   | 3月25日        |

## 放送局
| 放送期間                      | 放送時間           | 放送局              | 対象地域 | 備考 |
| ----------------------------- | ------------------ | ------------------- | -------- | ---- |
| 1996年10月1日 - 1997年3月25日 | 火曜 18:30 - 19:00 | テレビ東京系列全6局 | 日本国内 |      |

## 映像メディア

### VHS
|    | 発売日        | 収録話          | 規格品番（初回限定版） | 備考                                    |
| -- | ------------- | --------------- | ---------------------- | --------------------------------------- |
| 1. | 1997年5月9日  | 第1話 - 第2話   | KIVA-321（KIVA-9321）  | 初回限定版のみ絵コンテ集付き            |
| 2. | 1997年6月4日  | 第3話 - 第6話   | KIVA-322               |                                         |
| 3. | 1997年7月2日  | 第7話 - 第10話  | KIVA-323               |                                         |
| 4. | 1997年8月6日  | 第11話 - 第14話 | KIVA-324               |                                         |
| 5. | 1997年9月3日  | 第16話 - 第18話 | KIVA-325               |                                         |
| 6. | 1997年10月3日 | 第19話 - 第22話 | KIVA-326               |                                         |
| 7. | 1997年11月6日 | 第23話 - 第26話 | KIVA-327（KIVA-9327）  | 初回限定版は完全設定資料集、収納BOX付き |

### LD
|    | 発売日        | 収録話          | 規格品番（初回限定版） | 備考                                    |
| -- | ------------- | --------------- | ---------------------- | --------------------------------------- |
| 1. | 1997年5月9日  | 第1話 - 第2話   | KILA-321（KILA-9321）  | 初回限定版は絵コンテ集、収納BOX付き     |
| 2. | 1997年6月4日  | 第3話 - 第6話   | KILA-322               |                                         |
| 3. | 1997年7月2日  | 第7話 - 第10話  | KILA-323               |                                         |
| 4. | 1997年8月6日  | 第11話 - 第14話 | KILA-324               |                                         |
| 5. | 1997年9月3日  | 第16話 - 第18話 | KILA-325               |                                         |
| 6. | 1997年10月3日 | 第19話 - 第22話 | KILA-326               |                                         |
| 7. | 1997年11月6日 | 第23話 - 第26話 | KILA-327（KILA-9327）  | 初回限定版は完全設定資料集、収納BOX付き |

### DVD・Blu-ray
- DVD
  - 機動戦艦ナデシコ Vol. 1 2006年11月22日発売
  - 機動戦艦ナデシコ Vol. 2 2006年11月22日発売
  - 機動戦艦ナデシコ Vol. 3 2006年12月21日発売
  - 機動戦艦ナデシコ Vol. 4 2006年12月21日発売
  - 機動戦艦ナデシコ Vol. 5 2007年1月24日発売
  - 機動戦艦ナデシコ Vol. 6 2007年1月24日発売
  - 機動戦艦ナデシコ Vol. 7 2007年2月21日発売
  - 劇場版 「機動戦艦ナデシコ　－The prince of darkness－」 2007年2月21日発売
  - 機動戦艦ナデシコ DVD-BOX 【期間限定版】 2010年2月24日発売
- Blu-ray
  - 機動戦艦ナデシコ Blu-ray BOX 【期間限定版】 2010年2月24日発売
  - 機動戦艦ナデシコ Blu-ray BOX アンコールプレス 2016年10月1日発売

### OVA
- ゲキ・ガンガー3 熱血大決戦!!

## 関連作品

### 書籍
- ノベライズ
  - 角川mini文庫 機動戦艦ナデシコ―もうひとつのナデシコ 1998年7月25日発売 ISBN 4-04-700251-8[10][11]
  - 角川スニーカー文庫 機動戦艦ナデシコ ルリの航海日誌（上） 1998年6月30日発売 ISBN 4-04-419301-0
  - 角川スニーカー文庫 機動戦艦ナデシコ ルリの航海日誌（下） 1998年7月28日発売 ISBN 4-04-419302-9
  - 角川mini文庫 機動戦艦ナデシコチャンネルはルリルリで 1998年8月20日発売 ISBN 4-04-700252-6[12]
  - 角川スニーカー文庫 RURI―機動戦艦ナデシコ文庫写真集 1998年7月発売 ISBN 4-04-419402-5[13]
  - 角川スニーカー文庫 YURICA―機動戦艦ナデシコ文庫写真集 1998年7月発売 ISBN 4-04-419401-7[14]
  - 富士見ドラゴンブック 機動戦艦ナデシコ―ときめき『キッス』は誰のもの!? 1998年7月発売 ISBN 4-8291-4356-8[15]
  - 機動戦艦ナデシコ ルリ AからBへの物語 1999年2月25日発売 ISBN 4-04-419303-7
    - 著：大河内一楼、大月俊倫、佐藤竜雄 / 口絵・本文イラスト：鈴木雅久

  - 機動戦艦ナデシコ・ノベルテ+ 2006年7月1日発売 佐藤竜雄書き下ろし小説「であい」収録 ISBN 4-8443-5857-X[16]

### コミック
- 遊撃宇宙戦艦ナデシコ

### ゲーム
- 機動戦艦ナデシコ 〜やっぱり最後は『愛が勝つ』?〜（1997年、セガサターン）
- 機動戦艦ナデシコ The blank of 3 years（1998年、セガサターン）
- 機動戦艦ナデシコ NADESICO THE MISSION（1999年、ドリームキャスト） - 2003年にドリコレとして再発売
- 機動戦艦ナデシコ ルリルリ麻雀（1999年、ゲームボーイカラー） - 同じくキングレコードから発売された『新世紀エヴァンゲリオン 麻雀補完計画』は同じゲームシステムであるため、違うタイトルのソフト同士であるにもかかわらず通信できることが有志の検証によって判明している（その際にはゲームボーイカラー専用の通信ケーブルが必要）[17]。

他にもテレビ版および劇場版は以下のスーパーロボット大戦シリーズなどのクロスオーバー作品に登場している。
- スーパーロボット大戦シリーズ
  - スーパーロボット大戦A（2001年、ゲームボーイアドバンス） - テレビ版
  - スーパーロボット大戦IMPACT（2002年、PlayStation 2） - テレビ版
  - スーパーロボット大戦R（2002年、ゲームボーイアドバンス） - テレビ版・劇場版
  - スーパーロボット大戦MX（2004年、PlayStation 2） - テレビ版・劇場版
  - スーパーロボット大戦J（2005年、ゲームボーイアドバンス） - テレビ版
  - スーパーロボット大戦W（2007年、ニンテンドーDS） - テレビ版・劇場版
  - スーパーロボット大戦A PORTABLE（2008年、PlayStation Portable） - テレビ版
  - スパロボ学園（2009年、ニンテンドーDS） - 劇場版
  - スーパーロボット大戦Card Chronicle（2012年、携帯電話 / iOS / Android） - テレビ版
  - スーパーロボット大戦BX（2015年、ニンテンドー3DS） - テレビ版
  - スーパーロボット大戦X-Ω（2015年、iOS / Android） - 劇場版（2017年4月・2020年1月限定）
  - スーパーロボット大戦V（2017年、PlayStation 4 / PlayStation Vita） - 劇場版
  - スーパーロボット大戦T（2019年、PlayStation 4 / Nintendo Switch） - 劇場版
  - スーパーロボット大戦DD（2019年、iOS / Android） - テレビ版・劇場版
- Another Century's Episode
  - Another Century's Episode（2005年、PlayStation 2） - 劇場版
  - Another Century's Episode 2（2006年、PlayStation 2） - テレビ版・劇場版
  - Another Century's Episode 3 THE FINAL（2007年、PlayStation 2） - 劇場版
  - Another Century's Episode Portable（2011年、PlayStation Portabe） - 劇場版

### Windows
- Kadokawa DIGITAL SELECTION 機動戦艦ナデシコMIX 遊んでルリルリ! （Windows）
- デジタルムック機動戦艦ナデシコ1000%コレクション （Windows）
- 機動戦艦ナデシコ ナデシコで遊ぼう！ VOL.1（Windows）
- 機動戦艦ナデシコ ナデシコで遊ぼう！ VOL.2
- きれいにするんだもんVOL.1 機動戦艦ナデシコThe prince of darkness 〜ルリルリ編〜
- CD-ROM劇場版 機動戦艦ナデシコ1000%コレクション'99
- CD-ROM劇場版 機動戦艦ナデシコ ナデシコで遊ぼう！VOL.3 ナデすくとっぷどりーむ
- 機動戦艦ナデシコデスクトップアクセサリー集 NADESICO THE MOVIE DELUXE
- CD-ROM劇場版 機動戦艦ナデシコ ナデシコで遊ぼう！ VOL.4 Ruri-Mailer

### CD
- 機動戦艦ナデシコ CD-001（1997年）
- 機動戦艦ナデシコ〜明日の艦長はキミだ!（1997年）
- 機動戦艦ナデシコ〜これがホントの『三枚目』?（1997年）
- ゲキ・ガンガー3 うたとおはなし大決戦!!（1998年）
- Nadesico the movie/The prince of darkness~機動戦艦ナデシコ（1998年）
- 電子の妖精 ホシノルリ（1999年）
- 機動戦艦ナデシコ お洒落倶楽部（2000年）
- 機動戦艦ナデシコ 続・お洒落倶楽部（2000年）
- Tatsuo Sato's 機動戦艦ナデシコ＜特別編＞（2000年）
- 機動戦艦ナデシコ 完全コンプリートCD-BOX（2006年）

### ボイスドラマ
- アニメイトボイスカセット 機動戦艦ナデシコ ナデシコクルー編
- アニメイトカセットコレクション 機動戦艦ナデシコ　「ナデシコ対ゲキ・ガンガー対宇宙人」……って、オイ!?
- アニメイトカセットコレクション 機動戦艦ナデシコ（2） ナデシコ・ばらえてい（仮題）

### アプリ
- 嫁コレ ミスマル・ユリカ
- 嫁コレ ホシノ・ルリ

## パチンコ・パチスロ
メーカーは全てSANKYO系列の企業。
パチンコ
- CRフィーバー機動戦艦ナデシコ（2009年、SANKYO）
- CR機動戦艦ナデシコ ※型式名は「CR機動戦艦ナデシコ2」。（2015年、ビスティ）

パチスロ
- パチスロ機動戦艦ナデシコ（2010年、SANKYO）